# جورج هيكس (سياسي)
جورج هيكس (بالإنجليزية: George Hicks)‏ هو نقابي وسياسي بريطاني وبريطاني (وحمل سابقاً جنسية المملكة المتحدة لبريطانيا العظمى وأيرلندا)، ولد في 13 مايو 1879، وتوفي في 19 يوليو 1954. حزبياً، نشط في حزب العمال.

## مناصب
- في 1931 Woolwich East by-election [الإنجليزية]‏، انتخب عضو برلمان المملكة المتحدة الـ35 عن دائرة وولوتش الشرقية [الإنجليزية]‏ (15 أبريل 1931 – 7 أكتوبر 1931).
- في الانتخابات العامة في المملكة المتحدة 1931 [الإنجليزية]‏، انتخب عضو برلمان المملكة المتحدة الـ36 عن دائرة وولوتش الشرقية [الإنجليزية]‏ (27 أكتوبر 1931 – 25 أكتوبر 1935).
- في الانتخابات العامة في المملكة المتحدة 1935 [الإنجليزية]‏، انتخب عضو برلمان المملكة المتحدة الـ37 عن دائرة وولوتش الشرقية [الإنجليزية]‏ (14 نوفمبر 1935 – 15 يونيو 1945).
- في الانتخابات العامة في المملكة المتحدة 1945 [الإنجليزية]‏، انتخب عضو برلمان المملكة المتحدة الـ38 عن دائرة وولوتش الشرقية [الإنجليزية]‏ (5 يوليو 1945 – 3 فبراير 1950).